# Folke Westerberg (maskiningenjör)
Axel Folke Westerberg, född 15 augusti 1895 i Luleå, död 17 januari 1972 i Luleå, var en svensk ingenjör och industriman. Han var son till konsul Axel Westerberg och Maria Vikman, ingick 1928 äktenskap med Elisabeth Ocklind (1897–1958) och var far till Staffan Westerberg.
Efter examen från avdelningen för maskinteknik vid Chalmers tekniska läroanstalt 1917 var Westerberg anställd vid Luossavaara-Kiirunavaara AB i Kiruna 1918–1920, vid The Brown Hoisting and Machine Company i Cleveland, Ohio 1921, vid AB Luleå Varv & Verkstäder som ingenjör 1922–1924, som disponent 1925–1929, vid Luossavaara-Kiirunavaara AB i Luleå som driftsingenjör 1929–1939 och som disponent 1940–1959.